# Terry Tobacco
Terry Tobacco, född 2 mars 1936, är en friidrottare från Kanada. Han deltog vid olympiska sommarspelen 1956 och olympiska sommarspelen 1960.